# Peronopsis
Peronopsis — рід трилобітів, що існував у середньому кембрії (508—497 млн років тому). Численні рештки представників роду знаходять в Європі, Азії, Австралії та Північній Америці.

## Види
- Підрід Peronopsis (Peronopsis)
  - P. integer (Beyrich, 1845) (типовий) — Чехія, Швеція
  - P. amplaxis Robison, 1982 — Центральна Азія, Північна Америка
  - P. batenica Bognibova, 1971 — Алтай
  - P. crassa Lermontova, 1940 — Росія
  - P. deons Jell and Webbers, 1992 — Антарктида
  - P. hypagnostiformis Bognibova, 1971 — Росія
  - P. inarmata Hutchinson, 1962 — Канада
  - P. montis Matthew, 1889 — Росія, Канада
  - P. uzbekistanica Hajrullina, 1970 — Узбекистан
- Підрід Peronopsis (Proacadagnostus)
  - P. normata (Whitehouse, 1936) — Сибір, Скандинавія, Англія, Іспанія, Китай, Австралія
- Підрід Peronopsis (Svenax)
  - P. pusillus (Tulberg, 1880) — Австралія, Швеція
  - P. egenus (Resser & Endo, 1937) — Сибір, Китай, Англія, Гренландія
  - P. eoscutalis Hajrullina, 1970 — Узбекистан
  - P. hartshillensis Kobayashi, 1939 — Англія
  - P. lingula (Grönwall, 1902) — Австралія, Гренландія
  - P. matthewi Hutchinson, 1962 — Англія, Канада
  - P. scutalis Hicks, 1872 — Росія, Австралія, Англія, Уельс, Гренландія, Канада, Швеція, Італія
  - P. spitiensis (Reed, 1910) Індія
- Підрід Peronopsis (Vulgagnostus)
  - P. longinqua Öpik, 1979 — Австралія, Росія
  - P. gedongensis Huang and Yuan, 1994 — Китай, Швеція, Росія
  - P. prolixa (Öpik, 1979)Австралія
  - P. guoleensis Sun, 1989 — Китай
  - P. taijiangensis  — Китай, Росія
- Види, що потребують ревізії
  - P. clarae Howell, 1925
  - P. coreanus Kobayashi, 1935
  - P. howelli Hutchinson, 1962
  - P. magezhuangensis Zhang and Wang, 1985
  - P. ovalis Zhou, 1982
  - P. palmadon Kordule and Šnajdr, 1979
  - P. rectangularis Howell, 1925
  - P. sayramhuensis Zhang, 1981
  - P. sinensis Yang and Liu
  - P. triangula Lin and Zhang, 1979
  - P. xichuanensis Yang